# Dios se lo pague (telenovela)
Dios se lo pague fue una telenovela colombiana adaptada por Luis Felipe Salamanca de la homónima obra de teatro brasilera de Joracy Camargo, con libretos y producción de Luis Felipe Salamanca y Darío García. Se trata de la primera telenovela de Caracol Televisión como canal privado (Inició transmisiones como tal el 10 de julio de 1998), con Jairo Camargo y Margarita Ortega como protagonistas y realizada por DFL Televisión. Se estrenó a las 19:45 horas del 13 de julio de 1998, y su grabación se realizó en marzo de 1998 cuando Caracol TV todavía era una programadora de la Cadena Uno (hoy Canal Uno) en el momento en que transmitía La mujer del presidente. La telenovela es conocida como la primera producción de culto, que después de la realización, nunca fue exhibida desde entonces.
Cuenta la historia de un hombre multimillonario que en las noches se hace pasar por mendigo así se convierte en el confidente de una bella mujer y al final terminan enamorados. Tiene género de drama vendido a varios países.

## Argumento
Cuenta la historia de Mario Álvarez (Jairo Camargo), un hombre trabajador y más tarde millonario que se disfraza de un mendigo llamado Justo y que comparte su historia con su amigo Barata (César Mora). Mario Álvarez tenía una prospera vida junto a su prometida María (Margarita Ortega), justo cuando Mario diseñaba un programa que más tarde sería comprado por Sun Microsystems, los jefes de la empresa donde el trabajaba; Quintero (Waldo Urrego) y Aristóteles Richardson (Julio Medina) robaron su programación forzando a María conllevándola después al suicidio. Mario intenta asesinar a los dos pero es arrestado acusado de haber matado a María. Después de salir de la cárcel, Mario se alía con un grupo de pordioseros que habitan en la Estación de Trenes de Bogotá después de haberlo salvado y luego con un hombre rico llamado Plácido Manrique (Alejandro Buenaventura) que le ayudará en su venganza y a la vez lucha por el amor de la antigua prometida de Plácido (quien fallece), Nancy (Margarita Ortega), quien tiene un enorme parecido a María.

## Elenco
- Jairo Camargo ... Mario Álvarez / Miguel Ángel Patiño / Justo Mendigo
- Margarita Ortega ... María / Nancy
- Luis Eduardo Arango ... Javier Darío
- Álvaro Bayona ... Alfredo Mayorga
- Alejandro Buenaventura ... Plácido Manrique
- Rosemary Cárdenas ... Patricia
- Henry Castillo ... Chontaduro
- Kristina Lilley... Ofelia Richardson
- Alina Lozano .... Juana
- Julio Medina ... Aristides Richardson
- Luis Fernando Orozco ... Henry
- Orlando Pardo ... Pericles Richardson
- Aura Helena Prada ... Etelvina
- Maritza Rodríguez ... Irene Richardson
- César Mora ... Barata
- Álvaro Ruiz ... El médico
- Carlos Serrato ... Luis Carlos
- Waldo Urrego .... Quintero
- Rosita Alonso
- Fabiana Medina
- Daniel Ochoa
- Eloisa Maestre ... Orfilia
- Diego Vélez ... El Paciente
- Tiberio Cruz ... Fredy
- Víctor Cifuentes
- Fernando Arévalo
- Gaston Velandia
- ´´´ Walter Hencker¨¨¨ Mayordomo Walter

## Premios

### Premios TVyNovelas
- Mejor actor protagónico de telenovela: Jairo Camargo